# Claude Lemaître (archéologue)
Pour les articles homonymes, voir Claude Lemaître et Lemaître.
Claude Lemaître, né le 8 décembre 1933 à Lisieux et mort le 4 janvier 2018 dans la même ville, est un archéologue et céramologue français, responsable de fouilles à Lisieux dans les années 1970 et 1980.

## Biographie
Élève au collège Marcel Gambier, il travaille dans l'administration des finances avant de reprendre ses études.
Il réalise des fouilles à Izernore puis revient à Lisieux où il explore site de l'hôpital de Lisieux de 1978 à 1985.
Il est membre actif de la société historique de Lisieux.

## Publications
- Le pan de bois lexovien, 2012.
- Les fouilles du centre hospitalier à Lisieux (1978-1985) (éd. scientifique Patrice Lajoye)

## Distinctions
- chevalier des arts et des lettres en 2015[3].